# Apanthura trioculata
Apanthura trioculata är en kräftdjursart som beskrevs av Nunomura 1993. Apanthura trioculata ingår i släktet Apanthura och familjen Anthuridae. Inga underarter finns listade i Catalogue of Life.